# Битва при Майтобе
Битва при Майтобе — решающее сражение в ходе восстания Кенесары Касымова, его султанов и войны между казахскими повстанцами и кыргызскими племенами в 1846–1847 годах, в котором северные кыргызы под предводительством Ормон-хана разбили и взяли в плен Кенесары Касымова и его султанов, что в последующем повлекло их казнь.

## Предыстория
В 1846 году Кенесары Касымов под давлением царских войск был вынужден отступить из земель Среднего жуза на территорию Старшего жуза. После неудачных попыток заключить союз с кыргызскими манапами Кенесары в том же году организовал серию набегов на территории  севера Кыргызстана переменным успехом. После нескольких кровавых стычек кыргызы отправили к Кенесары Касымову, послов во главе с Тынали-бием с предложением о мире. Однако Кенесары казнил кыргызских послов, а самого Тынали-бия взял в плен. В том же году выполняя приказ Кенесары Касымова, казахский батыр Саурык под предлогом мирных переговоров обманом зазвал к себе 13 видных кыргызских батыров во главе с Джамангар-батыром и перебил посольство.
С целью мести небольшой отряд кыргызов тут же выступил в Чилик и подверг погрому аул Саурык-батыра, сам же Саурык был позже казнён. Эти события Кенесары Касымов использовал как повод для организации крупномасштабного вторжения против кыргызов.

## Ход сражения
В 1847 году во главе своего войска Кенесары Касымов совершил свой последний поход против кыргызов. Грабя и убивая мирных жителей, на территории современной Чуйской области он дошел до местности Майтобе, где и произошло генеральное сражение между казахским и кыргызским предводителями. Ормон-хан, возглавляющий кыргызское войско приказал отдельным воинским группам поджигать кусты и поднимать пыль, тем самым создавая иллюзию численного превосходства кыргызов, среди кыргызов это сохранилось как «Ормон опуза» (Тактика Ормона). В ходе сражения казахские султаны Рустем и Сыпатай, с которыми Ормон-хан вел тайные переговоры, вывели свои отряды с поле боя. Сражение шло несколько дней, нанеся поражение Кенесары Касымову в местности Майтобе, кыргызы под предводительством Ормон-хана начав преследование остатков казахского войска загнали в окружение остатки разбитых войск Кенесары в местности Мыкан.
В ту ночь, перед решающим сражением, в темноте, часть войска Кенесары Касымова дезертировала; узнав об этом, и остальное войско разбежалось. Ночь была до того темна, что не видели друг друга и невозможно было остановить кого-либо. Кенесары Касымов пробыл несколько месяцев в кыргызском плену, однако по решению кыргызских правителей 25 июня 1847 года он был казнён.

### После казни Кенесары
В 1847 году 22 августа (3 сентября) 1847 года, сразу же после смерти Кенесары, в крепости Копалы собрались северокыргызские манапы и казахские султаны и бии Старшего жуза. Они подписали мирный договор, в котором обязались жить дружно и в спокойствии, прекратить грабёж, баранту, смертоубийства.